# Montmartre
Montmartre è un quartiere situato su una collina nella zona nord di Parigi, capitale della Francia, di cui rappresenta il punto più alto, all'interno del XVIII arrondissement, sulla rive droite. È molto noto per la basilica del Sacro Cuore posta sulla sua sommità e per essere stato il centro della vita dei bohémien durante la Belle Époque, rappresentando lo stile di vita non convenzionale di artisti, scrittori, musicisti e attori marginalizzati e impoveriti.

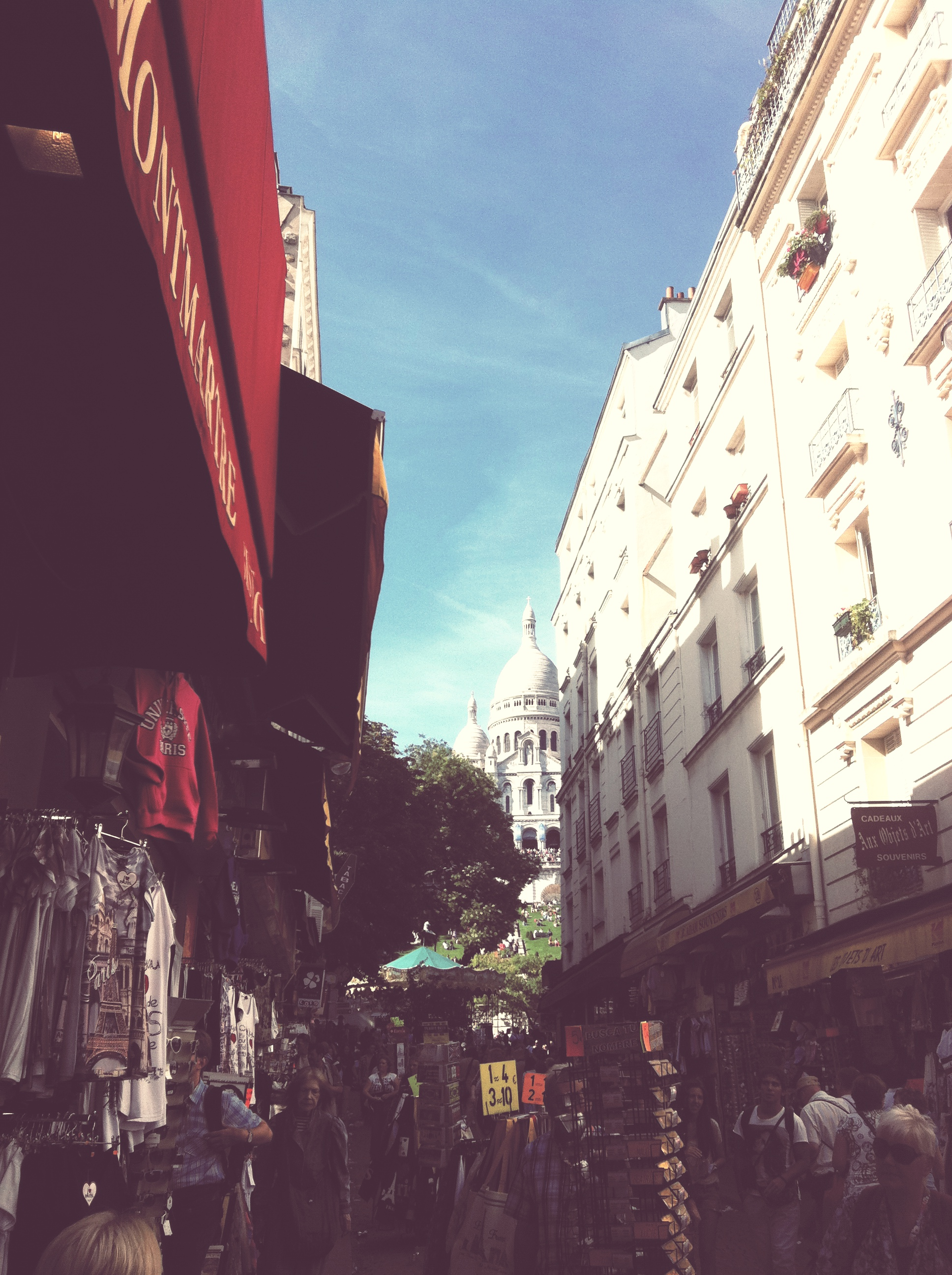
Montmartre da Place St Pierre

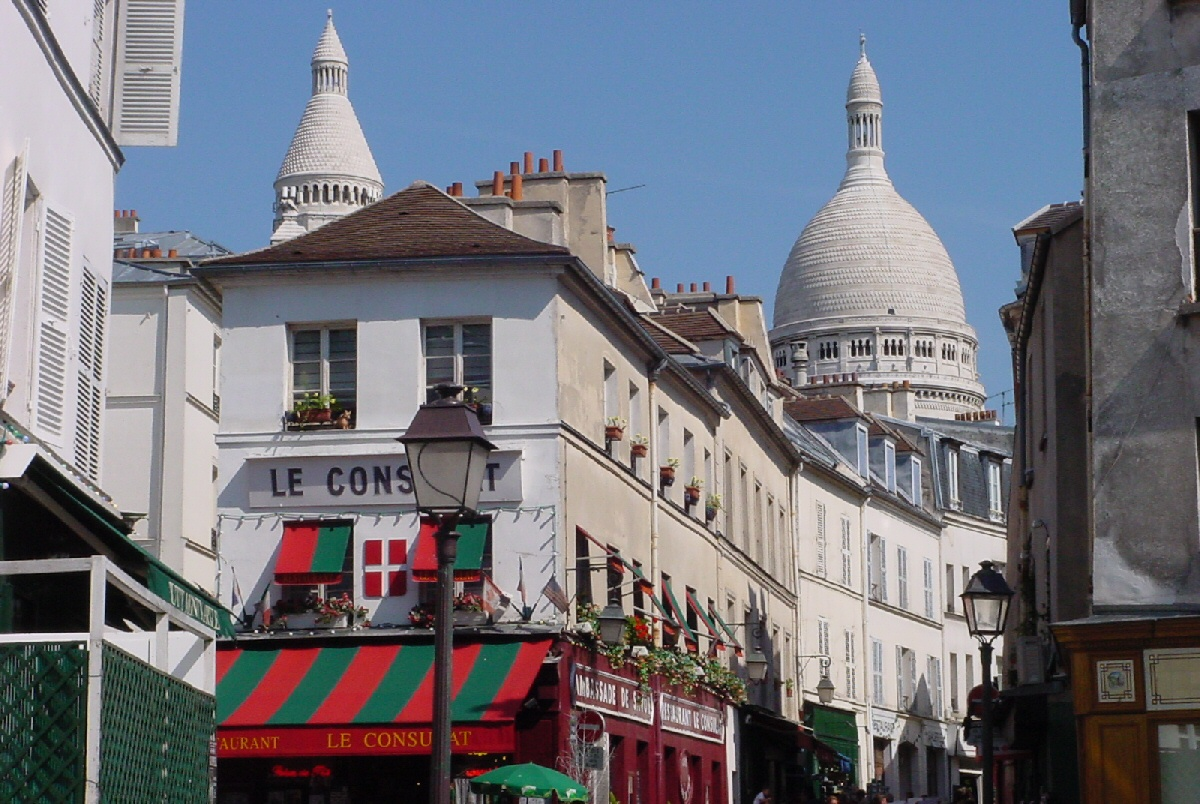
Quartiere di Montmartre

## Etimologia
L'origine del nome non è del tutto accertata. In epoca gallo-romana c'era un tempio dedicato a Marte dove oggi sorge la chiesa di Saint-Pierre-de-Montmartre, per cui il nome deriverebbe dal latino Mons Martis (monte di Marte).
Un'altra etimologia fa derivare il nome dal latino Mons Martyrum (monte dei martiri), in quanto Dionigi di Parigi fu vittima della persecuzione anticristiana (venne decapitato assieme ad altri due co-religiosi) in "Rue des Martyrs" (tuttora esistente nella zona di Montmartre). Intorno al IX secolo potrebbe essersi verificata la sostituzione del nome pagano con il nome cristiano. La doppia etimologia (Monte di Marte e Monte dei Martiri) è ancora attualmente proposta.

## Storia
Durante il periodo di Napoleone III e del suo urbanista Haussmann, vicino al centro della città gli abitanti originari si spinsero verso i confini di Parigi e da lì si diressero alla collina di Montmartre. Dato che Montmartre era al di fuori dei confini della città, libera dalle tasse di Parigi e con una produzione di vino locale (tuttora conserva le uniche vigne di Parigi), divenne in breve una zona popolare per il divertimento. L'area si sviluppò come il centro dell'intrattenimento decadente alla fine del XIX secolo e all'inizio del XX, rappresentato dai cabaret del Moulin Rouge e de Le Chat noir; in questo stesso periodo Montmartre - a causa della sua economicità - fu il luogo prediletto da vari pittori, tra cui Pissarro, Toulouse-Lautrec, Steinlen, Van Gogh, Modigliani, Picasso e Maurice Utrillo, l'unico che vi era anche nato.

## Attrazioni
- Place du Tertre, ritrovo di molti artisti di strada e cantanti
- Basilica del Sacro Cuore
- Cimitero di Montmartre, che ospita tra le altre le tombe di Stendhal, Dumas figlio, Dalida, Truffaut, Degas, Léon Foucault
- la celebre Rue Lepic e il suo Café des 2 Moulins, reso famoso in tutto il mondo dal film Il favoloso mondo di Amélie (2001)
- il Moulin Rouge
- il Moulin de la Galette
- il Lapin Agile
- Le Chat noir
- Cabaret des Quat'z'Arts
- Place Dalida
- il Bateau-Lavoir
- Festa della vendemmia di Montmartre, nella vigna di Montmartre, l'unica dell'intera capitale
- Dalí Paris, mostra permanente con opere di Salvador Dalí
- Muro dei ti amo.